# Thomas Hart Taylor
Thomas Hart Taylor (31 juillet 1825 - 12 avril 1901) est un colonel de l'armée des États Confédérés, commandant de brigade, prévôt marshal et le dernier commandant confédéré du poste de Mobile, en Alabama, au cours de la guerre de Sécession (guerre civile). Sa nomination de brigadier général est refusée par le sénat confédéré après l'omission du président confédéré Jefferson Davis de désigner Taylor, apparemment suite de la nomination de Taylor par Davis à ce grade. Néanmoins, le nom de Taylor est fréquemment trouvé sur les listes et dans les esquisses des généraux confédérés. Il est souvent désigné comme un général à la fois pendant la guerre de Sécession et les années suivantes. Avant la guerre de Sécession, Taylor sert en tant que premier lieutenant dans le 3rd Kentucky Volunteer Infantry Regiment pendant la guerre américano-mexicaine. Après la guerre, il est conducteur de bétail, agriculteur et avocat. Après la guerre de Sécession, il s'engage dans les affaires à Mobile, en Alabama, pendant cinq ans, et après être retourné au Kentucky, est un marshal  adjoint des États-Unis pendant cinq ans et est chef de la police à Louisville, Kentucky pendant onze ans.

## Avant la guerre
Thomas H. Taylor naît le 31 juillet 1825, à Frankfort, Kentucky. Il est le fils d'Edmund Taylor, cousin au deuxième degré de l'ancien président et major général Zachary Taylor, et de sa seconde épouse, une Miss Hart. Taylor va au Kenyon College en Ohio et est diplômé du Centre College au Kentucky en 1843,.
Au cours de la guerre américano-mexicaine, Taylor sert dans le 3rd Kentucky Infantry Regiment, d'abord comme soldat, puis comme premier lieutenant. Taylor est un conducteur de bétail et agriculteur, avocat avant la guerre.
Taylor se marie trois fois. En 1844, il épouse Sarah Elizabeth Blandford. Ils ont un enfant, Edmund Haynes Taylor, avant sa mort en 1858. En 1864, il épouse Sarah A. Moreland de Mobile, en Alabama, qui décède peu de temps avant 1878. En 1878, il épouse Eliza Adair Monroe. Ils ont quatre enfants, Mary Louise, John Adair Monroe, Thomas Hart Jr. et Adair Monroe.

## Guerre de Sécession
Thomas H. Taylor commence son service  confédéré de la guerre de Sécession en tant que capitaine de cavalerie dans l'armée des États confédérés d'Amérique, l'armée régulière de la Confédération. Selon une source, le 3 juillet 1861, il devient lieutenant-colonel du 1st Kentucky Infantry Regiment confédéré. D'autres sources indiquent que le 1st Kentucky Infantry n'est pas formé que le 7 août 1861. Au début de juillet 1861, Taylor est un membre de l'état-major du président confédéré Jefferson Davis ou au moins un messager spécial en son nom,. Le 6 juillet 1861, Taylor prend les dépêches de Jefferson Davis pour le président Abraham Lincoln. Ces dépêches insistent pour que l'équipage du corsaire Savannah soit traité comme des prisonniers de guerre et échangé, et menacent de représailles contre les prisonniers de l'armée de l'Union si les membres de l'équipage sont pendus comme des pirates.
Après être parti à Manassas Junction, en Virginie, par chemin de fer, le 8 juillet 1861, avec une escorte d'environ 12 hommes de Fairfax, en Virginie, Taylor déploie un drapeau de trêve vers les quartiers généraux de l'armée de l'Union du major général Irvin McDowell à Arlington, en Virginie, sans doute pour finalement présenter les dépêches au Président Lincoln. À environ onze kilomètres (sept miles) d'Arlington, Taylor rencontre le colonel de l'Union, qui sera bientôt le brigadier général, Andrew Porter, un camarade de la guerre américano-mexicaine et le premier lieutenant, plus tard, le brigadier général, William W. Averell. Après une conversation personnelle entre Taylor et Porter, une escorte de cavalerie de l'Union emmène Taylor à Arlington, où se trouve McDowell. Taylor est amené au bureau du général en chef de l'armée américaine, le lieutenant-général breveté Winfield Scott à Washington lorsque Scott apprend sa mission et McDowell n'est pas présent pour le recevoir. Scott envoie des dépêches au président Lincoln. Scott sert du vin et du champagne pendant qu'ils attendent une réponse. En raison de l'heure tardive, après 22 heures, Lincoln n'envoie aucune réponse. Scott renvoie Taylor au major général Irvin McDowell pour plus d'hospitalité et pour rester pour la nuit, promettant qu'il va envoyer la réponse de Lincoln rapidement. Après le petit déjeuner, et avec une pile de journaux du nord, Taylor et son groupe sont reconduits dans les lignes confédérées. Lincoln n'a jamais répondu aux messages de Davis. Cependant, il n'applique pas la politique de la pendaison des corsaires et des pirates.
Le 7 août 1861, le général Joseph E. Johnston fusionne  deux bataillons du Kentucky dans le 1st Kentucky Infantry. Le lieutenant-colonel Taylor en prend le commandement. Le 28 septembre 1861, le régiment a une escarmouche avec de petites unités de l'Union alors que les confédérés évacuent Mason's Hill et Munson's Hill, à environ quatre miles d'Alexandria, en Virginie. Taylor est promu colonel le 14 octobre 1861. Le 20 décembre 1861, le régiment combat à la bataille de Dranesville dans le cadre du grand fourrageage, sous le commandement du brigadier-général J.E.B. Stuart. Taylor est séparé de ses hommes tout en se déplaçant vers le bas de sa ligne et doit se dégager de derrière les lignes ennemies après la tombée de la nuit.
Le régiment de Taylor est affecté à la cinquième brigade de la première division de l'Armée de l'Est du Tennessee, en mars 1862. Le 1st Kentucky Infantry est un régiment de 12 mois qui est libéré du service de l'armée des États confédérés à l'été de 1862. Taylor est affecté au commandement d'une brigade dans le département de l'Est du Tennessee par le major général E. Kirby Smith. Cette division sert à Cumberland Gap et dans le Kentucky.
Thomas H. Taylor est nommé brigadier général le 4 novembre 1862, mais le sénat confédéré refuse la nomination lorsque le président confédéré Jefferson Davis ne nomme pas Taylor.
Après avoir commandé une brigade dans la division du major général Carter L. Stevenson du département du Mississippi et de l'Est de la Louisiane de juillet 1862 à avril 1863, Taylor devient prévôt marshal et inspecteur général de l'armée du Mississippi sous les ordres du lieutenant général John Pemberton à Vicksburg, Mississippi. Il est à la tête d'une attaque sur Donaldsonville, Louisiane, le 27 juin 1863 ou le 28 juin 1863, qui est repoussée en partie par les canonnières sur le fleuve Mississippi.
Taylor est capturé lors de la chute de Vicksburg aux forces de l'Union commandées par le major général Ulysses S. Grant, le 4 juillet 1863. Il est libéré sur parole, part à Montgomery, en Alabama, et plus tard est échangé.
Après son échange, Taylor sert brièvement à Mobile, en Alabama, et reçoit ensuite le commandement du district du Mississippi et de l'Est de la Louisiane, dans le département de l'Alabama, du Mississippi et de l'Est de la Louisiane du 5 mars 1864 au 28 avril 1864. Taylor est retardé par la prise de Meridian par le major général de l'Union William T. Sherman après la bataille de Meridian du 14 au 20 février 1864. Taylor prend le commandement le 30 mars 1864. Il passe un moment difficile en raison du petit nombre de ses soldats et du mécontentement des civils ainsi que des raids de l'Union. Taylor est relevé le 28 avril 1864 par le colonel John S. Scott, qui a vécu dans l'Est de la Louisiane, et rend compte aux quartiers généraux du département à Demopolis, en Alabama.
Le 24 juin 1864, Taylor devient prévôt marshal du département de l'Alabama et de l'Est du Mississippi sous les ordres du lieutenant général Stephen D. Lee au Méridian. À partir de novembre 1864 jusqu'à la fin de la guerre, Taylor a le commandement du poste à Mobile, en Alabama. À ce titre, il commande seulement certaines troupes de réserve et locale, occupé plus par le maintien de l'ordre que la défense de la ville, dont il est contraint d'évacuer avec les troupes confédérées des forts locaux le 11 avril 1865. Selon certaines sources, aucune trace de sa libération sur parole n'est trouvée, mais, au moins, une source affirme que Taylor a été libéré sur parole, le 5 mai 1865 avec des troupes à Jackson, Mississippi, où il agit à titre de commissaire à la libération conditionnelle des troupes confédérées dans cette région sous les ordres du lieutenant général Richard Taylor.

## Après la guerre
Après la guerre de Sécession, Taylor part en Alabama, où il exploite une affaire à Mobile jusqu'en 1870. Il retourne au Kentucky et sert pendant cinq ans comme marshal des États-Unis. Taylor est chef de la police de Louisville, Kentucky, de 1881 à 1892. Même s'il n'a aucune expérience en tant qu'ingénieur, il est surintendant de Louisville et Portland Canal entre février 1886 et 1889, quand il est remplacé en raison d'un changement d'administration. Thomas Hart Taylor meurt à Louisville, Kentucky le 12 avril 1901 de la fièvre typhoïde. Taylor est enterré dans le cimetière de l'État, à Frankfort, Kentucky.